# Jason Randall Grant
Prof. Dr. Jason Randall Grant ( n. 1969 ) es un profesor, botánico, y pteridólogo estadounidense, que desarrolla sus actividades académicas en el "Instituto de Biología, Universidad de Neuchâtel, Neuchâtel, Suiza.

## Algunas publicaciones
- Grant jr. A monograph of the neotropical plant genus Bonyunia (Loganiaceae: Antonieae). Annals of the Missouri Botanical Garden (submitted)
- ----- . 2007. De Macrocarpaeae Grisebach (ex Gentianaceis) speciebus novis VII: Four new species and two natural hybrids. Harvard Pap. Bot. 11(2): 129-139

- ----- , pjm Maas, l Struwe. 2006. Yanomamua araca (Gentianaceae), a new genus and species from Serra do Aracá, and outlier of the Guayana Region in Amazonas, Brazil. Harvard Pap. Bot. 11(1): 29-37
- ----- . 2005. De Macrocarpaeae Grisebach (ex Gentianaceis) speciebus novis VI: seed morphology, palynology, an infrageneric classification, and another twenty-three new species, largely from Colombia. Harvard Pap. Bot. 9(2): 305-342
- ----- . 2004. De Macrocarpaeae Grisebach (ex Gentianaceis) speciebus novis V: Twenty-three new species largely from Peru, and typification of all species in the genus. Harvard Pap. Bot. 9(1): 11-49
- Till w, jr Grant. 2003. Tillandsia francisci, a large new species from the Andes of Venezuela and Colombia. J. Bromeliad Soc. 53(5): 195-199
- ----- , re Weaver. 2003. De Macrocarpaeae Grisebach (ex Gentianaceis) speciebus novis IV: Twelve new species of Macrocarpaea (Gentianaceae: Helieae) from Central and South America, and the first report of the presence of a stipule in the family. Harvard Pap. Bot. 8(1): 83-109
- ----- , l Struwe. 2003. De Macrocarpaeae Grisebach (ex Gentianaceis) speciebus novis III: Six new species of moon-gentians (Macrocarpaea, Gentianaceae: Helieae) from Parque nacional Podocarpus, Ecuador. Harvard Pap. Bot. 8(1): 61-81
- ----- . 2003. De Macrocarpaeae Grisebach (ex Gentianaceis) Speciebus Novis II: Typification of the Ruiz & Pavón names. Harvard Pap. Bot. 7(2): 423-436
- ----- . 2003. Alcantarea heloisae, a new species from Rio de Janeiro. Vidalia 1: 31-33
- Wagner wh jr, jr Grant. 2002. Botrychium alaskense, a new moonwort from the Interior of Alaska. American Fern J. 92(2): 164-170
- ----- , l Struwe. 2001. De Macrocarpaeae Grisebach (ex Gentianaceis) Speciebus Novis I: An introduction to the genus Macrocarpaea and three new species from Colombia, Ecuador, and Guyana. Harvard Pap. Bot. 5: 489-498
- ----- . 2000. Werauhia millennia, a new species for the new millennium. J. Bromeliad Soc. 50(1): 3-9
- Conti e, e Suring, d Boyd, j Jorgensen, jr Grant, s Kelso. 2000. Phylogenetic relationships and character evolution in Primula L.: The usefulness of ITS sequence data. Plant Biosystems 134(3): 385-392

### Libros
- ----- . 1999. Florilegium Luctatori Botanico Dedicatum: A Tribute to Lyman B. Smith (1904-1997). [Tribute Organizer and Associate Editor] Harvard Pap. Bot. (2): 1-288
- ----- , Zijlstra g. 1998. An annotated catalogue of the generic names of the Bromeliaceae. Selbyana 19(1): 91-121
- ----- . 1995. The resurrection of Alcantarea and Werauhia, a new genus. Trop. Subtrop. Pflanzenwelt 91: 1-57

- La abreviatura «J.R.Grant» se emplea para indicar a Jason Randall Grant como autoridad en la descripción y clasificación científica de los vegetales.[1]